# Vänersnäs distrikt
Vänersnäs distrikt är ett distrikt i Vänersborgs kommun och Västra Götalands län.
Distriktet ligger vid Vänern nordost om Vänersborg.

## Tidigare administrativ tillhörighet
Distriktet inrättades 2016 och utgörs av socknen Vänersnäs i Vänersborgs kommun.
Området motsvarar den omfattning Vänersnäs församling hade vid årsskiftet 1999/2000.